# فنجيت
فنجيت عبارة عن لوح شبه شفاف من الرخام أو المرمر استخدم خلال العصور الوسطى المبكرة للنوافذ بدلاً من الزجاج.